# Wilhelm z Saint-Thierry
Wilhelm z Saint-Thierry (ur. 1075/1080 w Liège, zm. 8 września 1148 w Signy) – mistyk i teolog. Drogę życia monastycznego rozpoczął w klasztorze benedyktyńskim w Saint-Nicaise, nieopodal Reims. Następnie został opatem w klasztorze benedyktyńskim w Saint-Thierry. Był przyjacielem św. Bernarda z Clairvaux. W roku 1135 Wilhelm stał się cystersem w opactwie w Signy, gdzie pozostał do końca swojego życia.

## Dzieła
- De contemplando Deo (O kontemplowaniu Boga);
- De natura et dignitate amoris (O naturze i godności miłości);
- De sacramento altaris (O sakramencie ołtarza);
- Commentarius in Canticum canticorum e scriptis S. Ambrosii (Komentarz do Pieśni nad Pieśniami z dzieł św. Ambrożego);
- Brevis commentatio in Canticum canticorum (Krótki komentarz do Pieśni nad Pieśniami);
- Meditativae orationes (Medytacje modlitewne);
- Expositio super Epistolam ad Romanos (Wykład Listu do Rzymian);
- De natura corporis et animae (O naturze ciała i duszy);
- Expositio super Canticum canticorum (Wykład Pieśni nad Pieśniami);
- Disputatio adversus Petrum Abelardum (Traktat przeciwko Piotrowi Abelardowi);
- Speculum fidei (Zwierciadło wiary);
- Epistola ad fratres de Monte-Dei (List do braci z Monte-Dei, zwany Złotym listem, wydany w polskim przekładzie Wojciecha Mohorta-Kopaczyńskiego);
- Vita prima Bernardi (Pierwszy żywot Bernarda).